# کورت شاتلباور
کورت شاتلباور (آلمانی: Kurt Schattelbauer؛ زادهٔ ۱ ژانویهٔ ۱۹۴۰) دوچرخه‌سوار اهل اتریش است. وی در مسابقات ملی دوچرخه‌سواری جاده اتریش در سال ۱۹۷۳ قهرمان شده است.